# 格拉佐夫
格拉佐夫（俄語：Глазов），俄罗斯乌德穆尔特共和国北部的一座城市，位于莫斯科以东约1,160千米，乌德穆尔特共和国首府伊热夫斯克以北约197千米，西伯利亚铁路途经当地。格拉佐夫2002年有人口100,894人。
格拉佐夫在16世纪建立，1780年获得市镇地位。在俄国内战期间，该城有一定的战略价值，它在1919年6月2日被高尔察克的部下攻占。